# Baragaon (Jhansi)
Baragaon è una suddivisione dell'India, classificata come nagar panchayat, di 8.039 abitanti, situata nel distretto di Jhansi, nello stato federato dell'Uttar Pradesh. In base al numero di abitanti la città rientra nella classe V (da 5.000 a 9.999 persone).

## Geografia fisica
La città è situata a 25° 28' 38 N e 78° 42' 44 E.

## Società

### Evoluzione demografica
Al censimento del 2001 la popolazione di Baragaon assommava a 8.039 persone, delle quali 4.305 maschi e 3.734 femmine. I bambini di età inferiore o uguale ai sei anni assommavano a 1.281, dei quali 682 maschi e 599 femmine. Infine, coloro che erano in grado di saper almeno leggere e scrivere erano 4.972, dei quali 3.218 maschi e 1.754 femmine.